# NGC 6716
NGC 6716 (również OCL 46 lub ESO 592-SC5) – gromada otwarta znajdująca się w gwiazdozbiorze Strzelca. Odkrył ją John Herschel 14 lipca 1830 roku. Jest położona w odległości ok. 2,6 tys. lat świetlnych od Słońca.